# Сорокопутовые виреоны
Сорокопутовые виреоны (лат. Vireolanius) — род воробьиных птиц из семейства виреоновых.

## Классификация
Международный союз орнитологов включает в род 4 вида:
- Vireolanius eximius S. F. Baird, 1866
- Vireolanius leucotis (Swainson, 1838) — Серошапочный сорокопутовый виреон
- Vireolanius melitophrys Bonaparte, 1850 — Каштановогрудый сорокопутовый виреон
- Vireolanius pulchellus P. L. Sclater & Salvin, 1859 — Зелёный сорокопутовый виреон